# The Hills Shire
Koordinaten: 33° 46′ S, 151° 0′ O

The Hills Shire ist ein lokales Verwaltungsgebiet (LGA) im australischen Bundesstaat New South Wales. The Hills gehört zur Metropole Sydney, der Hauptstadt von New South Wales. Das Gebiet ist 386,159 km² groß und hat etwa 192.000 Einwohner. The Hills ist auch bekannt als das Garden Shire.
The Hills liegt im Nordwesten des äußeren Stadtbereichs von Sydney etwa 30 bis 50 km vom Stadtzentrum entfernt. Das Gebiet umfasst 30 Stadtteile: Annangrove, Beaumont Hills, Bella Vista, Box Hill, Gables, Kellyville, North Kellyville, Kenthurst, Nelson, Norwest, Sackville North und South Maroota sowie Teile von Baulkham Hills, Beecroft, Carlingford, Castle Hill, Cattai, Dural, Glenhaven, Glenorie, Leets Vale, Lower Portland, Marylya, Maroota, Middle Dural, North Rocks, Rouse Hill, West Pennant Hills, Winston Hills und Wisemans Ferry. Der Sitz des Shire Councils befindet sich im Stadtteil Norwest am Südwestende der LGA.
Am 6. März 1906 wurde das Shire als Baulkham Hills Shire offiziell gegründet. Ende 2008 beantragte der Council die Umbenennung in The Hills Shire, um einen Namen zu haben, der das ganze Gebiet repräsentiert. Am 14. November 2008 trat die neue Bezeichnung in Kraft.

## Verwaltung
Der Council of the Shire of the Hills hat zwölf Mitglieder, die von den Bewohnern der vier Wards gewählt werden (je drei Councillor aus dem North, Central, East und West Ward). Diese vier Bezirke sind unabhängig von den Stadtteilen festgelegt. Seit 2017 wird zusätzlich der Vorsitzende und Mayor (Bürgermeister) des Councils von allen Bewohnern gewählt. Davor rekrutierte er sich aus dem Kreis der Councillor.

## Partnerschaften
- County Wexford, Irland
- Cootamundra, New South Wales